# 에밀 폰 자우어

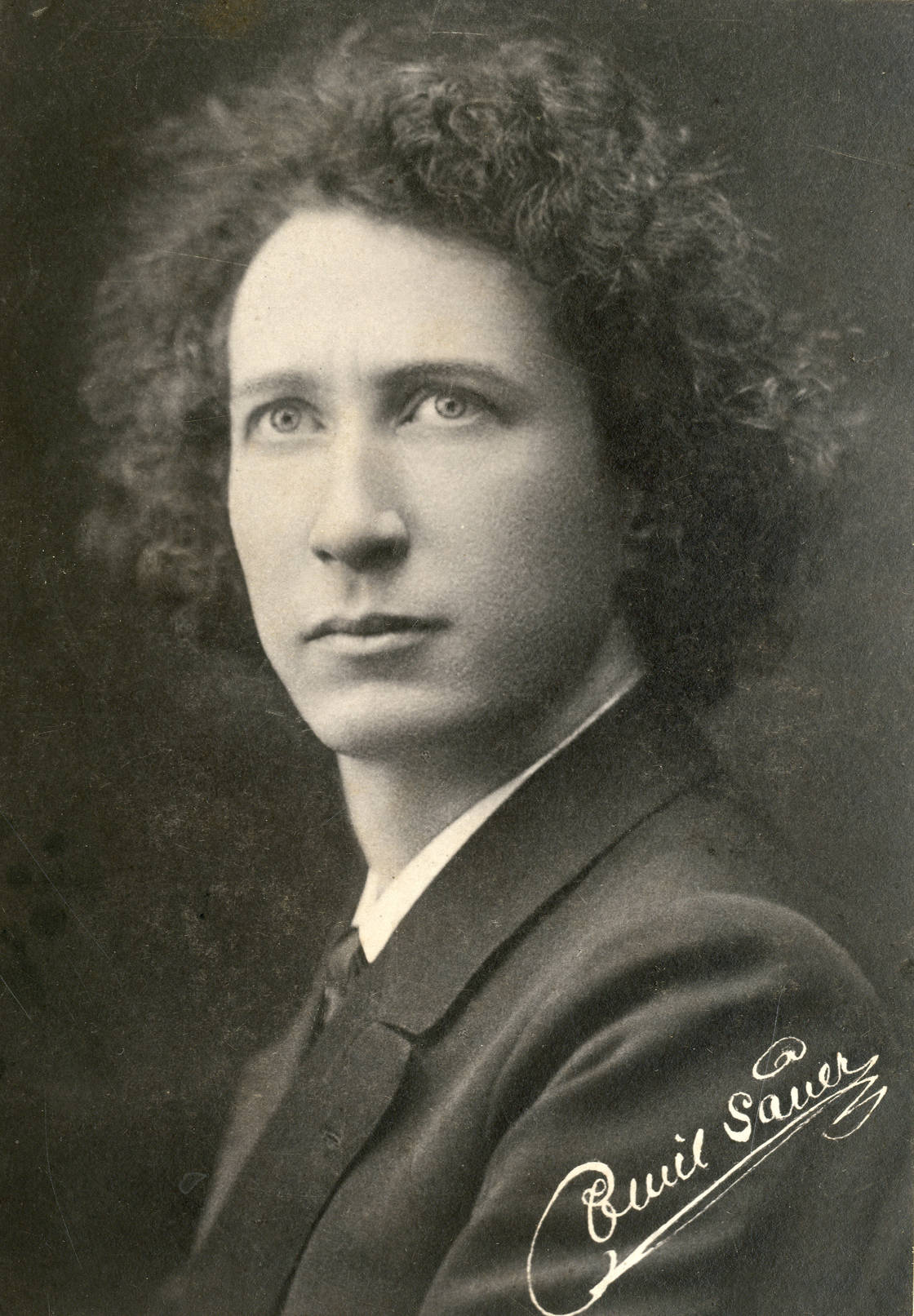
1919

에밀 게오르크 콘라드 폰 자우어 (Emil Georg Conrad von Sauer, 1862년 10월 8일 – 1942년 4월 27일) 은 독일의 작곡가, 피아니스트, 악보 편집자, 음악(피아노) 교사였다. 그는 프란츠 리스트의 제자이자 당대의 가장 저명한 피아니스트 중 한 명이었다. 요제프 호프만은 폰 자우어를 "진정으로 위대한 거장"이라고 불렀다.
자신의 의견과는 상관없이 자우어는 피아노에 대한 독창적인 리스트 접근과 피아노의 리스트 학파로 알려진 강한 낭만주의적 접근을 강조한 것으로 간주되었다. 그의 녹음은 그가 편안한 템포와 기질보다 디테일의 정확성을 선호하는 부드러운 피아니스트임을 보여준다. 그의 연주는 때때로 폭이 부족할 수도 있지만 항상 우아하고 아름답게 완성되었다.